# Estelle Oudot
Pour les articles homonymes, voir Oudot.
Estelle Oudot (née en 1962) est une helléniste française.

## Biographie
Entrée en 1982 à l'École normale supérieure de Sèvres, elle est reçue en 1985 à l'agrégation de lettres classiques. Ancienne pensionnaire de la Fondation Thiers, elle a enseigné aux universités de Strasbourg, Paris IV-Sorbonne et Rouen, où elle a achevé sa thèse (inédite) intitulée L'Ombre d'Athènes : l'image de la cité et de son peuple chez les géographes, les historiens et les biographes grecs du Haut-Empire. 
Professeur de langue et littérature grecques à l'Université de Bourgogne depuis 2005, directrice de la section de grec de la faculté dijonnaise, elle est nommée en 2009 directrice-adjointe pour les lettres de l'École normale supérieure, poste auquel elle succède au critique littéraire Jean-Charles Darmon. Elle est la deuxième femme à exercer cette fonction, après la sinologue Marianne Bastid-Bruguière. Elle est remplacée à partir de 2011 par le grammairien Guillaume Bonnet.
Élève de Suzanne Saïd (Columbia) et de Monique Trédé (ENS Paris), elle est spécialiste de la mémoire grecque sous l’Empire et de la construction d'une identité et d'un passé grecs sous la domination romaine. Traductrice de Plutarque, Dion de Pruse et Aelius Aristide, elle a aussi contribué à la réception en France de certains travaux de l'historien italien Arnaldo Momigliano.

## Travaux
- Arnaldo Momigliano, Les Origines de la biographie en Grèce ancienne (trad.), Strasbourg, Circé, 1991
- Plutarque, Dialogue sur l'Amour (introd. et trad. avec S. Gotteland), Paris, Garnier-Flammarion, 2005
- Epiphania : recueil d'études orientales, grecques et latines offertes à Aline Pourkier (éd. avec F. Poli), Nancy, A.D.R.A., 2007.
- Dion de Pruse, Discours troyen (Or. 11) (trad. et éd. par D. Auger, C. Bréchet, M. Casevitz, S. Minon, E. Oudot et R. Webb), Paris, Les Belles Lettres, « La roue à livres », 2010)